# Mot (série télévisée d'animation)
Pour les articles homonymes, voir Mot (homonymie).
Mot (Monstruosus Organicus Telluricus) est une série télévisée d'animation française en 26 épisodes de 25 minutes adaptée de la bande dessinée de Azpiri et Nacho, diffusée en 1995 sur Canal+ dans Canaille Peluche, puis rediffusée à partir du 8 septembre 1996 sur France 3 dans Les Minikeums, puis à nouveau en 2005 sur Gulli.
Au Québec, elle a été diffusée à partir du 2 septembre 1996 sur Canal Famille. Elle a aussi été diffusée aux États-Unis, en Allemagne ainsi qu'en Australie, Hongrie et Roumanie.

## Synopsis
Lorsque Mot (prononciation Motte [mɔt]) débarque par l'intermédiaire des placards dans la maison de Léo, la vie pour ce jeune ado ne ressemblera plus pour longtemps à un long fleuve tranquille. Car Mot, grâce à son pouvoir magique, peut se trimbaler à travers le temps (ou à travers toute la galaxie) en passant par des portes de placards. Comment ? Si vous le croisez un jour dans votre placard, vous pourrez le lui demander. C'est ainsi que Mot et Léo se baladeront à travers le temps parfois au grand dam de ce dernier, parfois bien contents d'échapper au train-train quotidien.
Mot n'est pas très discret, voire encombrant et parfois maladroit (énorme créature violette touchant quasiment le plafond) Léo doit sans arrêt inventer toutes sortes d'excuses abracadabrantes, mais ses parents, deux excentriques, ne se posent pas plus de questions persuadés que leur « roudoudou » est en pleine phase rebelle. Ils participent quelques fois aux aventures temporelles sans s'en apercevoir.
Cependant, les voyages temporels comportent des risques, et avec Mot, le contrôle des destinations ne se fait pas toujours comme il le voudrait selon les propres termes de Léo « il se goure souvent et oublie de fermer les portes »
Mais dans l'entourage de Léo, sa voisine a remarqué la présence de Mot chez ses voisins « barjots » qu'elle espionne du coup sans arrêt avec des jumelles ou en se cachant dans les poubelles. Malheureusement pour elle, la police ayant l'habitude de ses « plaintes infondées et loufoques » l'envoie balader en ricanant, dès qu'elle leur passe un coup de téléphone pour expliquer les curieuses manières de ses voisins.
Quant aux amis de Léo, notamment Diane, il a bien du mal à expliquer que son meilleur ami est un monstre violet sorti tout droit du placard de chambre, et que ça peut le retarder pour les sorties cinés. Y'a du louche là-dedans !

## Voix françaises
- Gérard Rinaldi : Mot (1re voix)
- Didier Hervé : Mot (2e voix)
- Christophe Lemoine : Léo (1re voix)
- Mathias Kozlowski : Léo (2e voix)
- Sophie Deschaumes : Mère de Léo
- Cyrille Artaux : Père de Léo (1re voix)
- Thierry Ragueneau : Père de Léo (2e voix)
- Dominique Vallée : Diane (1re voix)
- Barbara Tissier : Diane (2e voix)
- Valentine Quintin : Tante Zelda
- Sophie Arthuys : La voisine

 Source et légende : version française (VF) sur RS Doublage

## Épisodes
1. Oscar Moutz le roi de l'histoire
2. Panique dans les sarcophages
3. La Fiesta des siècles
4. Opération Attila
5. Demain j'étais content
6. La Java des sortilèges
7. Fièvre sur la banquise
8. Même Tarzan se lave les dents
9. La Nuit de l'estomac
10. Errare Humanum Est
11. Traque à domicile
12. Aki Boutcho Lolo
13. La Danse du placard
14. Zapping fatal
15. Razzia sur les secondes
16. Le Cri du tabouret
17. La Marmitte du bonheur
18. Le Mizu attaque
19. Transit furieux
20. Igor Réflex détective de choc
21. Matière en pétard
22. Robert le bâtard
23. Le Portrait qui couine
24. Le Turbot de Marrakech
25. Le Lombric à bras
26. Gare à ton placard